# Kalloni
Kalloni (griechisch Καλλονή (f. sg.)) ist ein Gemeindebezirk der Gemeinde Dytiki Lesvos auf der griechischen Insel Lesbos. Nach Fläche und Einwohnern ist Kalloni der zweitgrößte Gemeindebezirk der Gemeinde. Die gleichnamige Kleinstadt mit 1978 Einwohnern (2011) ist zugleich Verwaltungssitz der Gemeinde Dytiki Lesvos.

## Geographie
Der Gemeindebezirk ist an der nordwestlichen Seite des Golfs von Kalloni (Κόλπος Καλλονής) gelegen und erstreckt sich bis zur Nordküste der Insel. Benachbarte Gemeindebezirke sind im Westen Eresos-Andissa, im Norden Petra und im Osten Agia Paraskevi. Der Ort Kalloni liegt in einer fruchtbaren Ebene von 100 km² etwa 3 km landeinwärts vom Golf.

## Verwaltungsgliederung
Kalloni wurde als selbständige Landgemeinde (Κοινότητα Καλλονή) 1918 gegründet. Durch mehrere Eingemeindungen wurde das Gemeindegebiet ständig vergrößert und erhielt 1994 den Status einer Stadtgemeinde (Δήμος Καλλονής). Eingemeindungen anlässlich der Gebietsreform 1997 vergrößerten das Gemeindegebiet erneut. Seit der Verwaltungsreform 2010 bildet Kalloni einen Gemeindebezirk in der neu geschaffenen Gemeinde Lesvos (Δήμος Λέσβου). Die Kleinstadt Kalloni, die aufgrund ihrer zentralen Lage ein kommerzielles Zentrum der Insel ist. Seit der Korrektur der Verwaltungsreform 2019 zählt Kalloni zur Gemeinde Dytiki Lesvos.
| Stadtbezirk Ortsgemeinschaft | griechischer Name            | Code     | Fläche (km²) | Einwohner 2001 | Einwohner 2011 | Dörfer und Siedlungen                                  |
| ---------------------------- | ---------------------------- | -------- | ------------ | -------------- | -------------- | ------------------------------------------------------ |
| Kalloni                      | Δημοτική Κοινότητα Καλλονής  | 53020101 | 36,170       | 2027           | 2171           | Kalloni, Petsofas, Moni Panagia Myrsiniotissis Limonos |
| Agra                         | Δημοτική Κοινότητα Άγρας     | 53020102 | 60,562       | 1030           | 1013           | Agra, Apothikes, Agios Georgios                        |
| Anemotia                     | Τοπική Κοινότητα Ανεμότιας   | 53020103 | 24,347       | 0534           | 0449           | Anemotia                                               |
| Arisvi                       | Τοπική Κοινότητα Αρίσβης     | 53020104 | 02,673       | 0465           | 0700           | Arisvi                                                 |
| Dafia                        | Τοπική Κοινότητα Δαφίων      | 53020105 | 10,603       | 0869           | 1009           | Dafia, Moni Limonos                                    |
| Kerami                       | Τοπική Κοινότητα Κεραμίου    | 53020106 | 03,700       | 1000           | 1054           | Kerami, Skala Kallonis                                 |
| Parakila                     | Τοπική Κοινότητα Παρακοίλων  | 53020107 | 35,972       | 0926           | 0818           | Parakila                                               |
| Skalochori                   | Τοπική Κοινότητα Σκαλοχωρίου | 53020108 | 46,317       | 0666           | 0605           | Skalochori, Archea Andissa, Kalo Limani, Balini        |
| Filia                        | Τοπική Κοινότητα Φίλιας      | 53020109 | 21,933       | 0677           | 0685           | Filia, Kechrada                                        |
| Gesamt                       | Gesamt                       | 530201   | 242,277      | 8194           | 8504           |                                                        |

## Sehenswürdigkeiten
Einige Kilometer westlich von Agra stehen zwei Rümpfe von Windmühlen beiderseits der Straße. Am Dorfrand von Parakila befinden sich die Überreste eines verfallenden türkischen Badehauses, etwas südlich des Dorfes die Reste einer alten Brücke. Einige Kilometer weiter Richtung Agra steht auf der Südseite der Straße ein gut erhaltenes Minarett aus der Zeit der türkischen Besetzung. Der Fischerort Skala Kallonis hat aufgrund seiner schönen Strände touristische Bedeutung. Im Sommer findet das Fest der Sardellen statt. Die Sardellen aus der Bucht von Kalloni werden weltweit gehandelt. Westlich des Dorfes befindet sich ein Sumpfgebiet, reich an Wasserschildkröten, Schlangen und Fröschen.
3 km von Kalloni entfernt, an der Straße nach Eresos, befindet sich das Männerkloster Limonos, das 1526 auf den Ruinen eines alten byzantinischen Klosters errichtet wurde. Es ist dem Heiligen Ignatio gewidmet und verfügt über mehrere Kapellen und einen gepflegten Innenhof mit Pfauen.

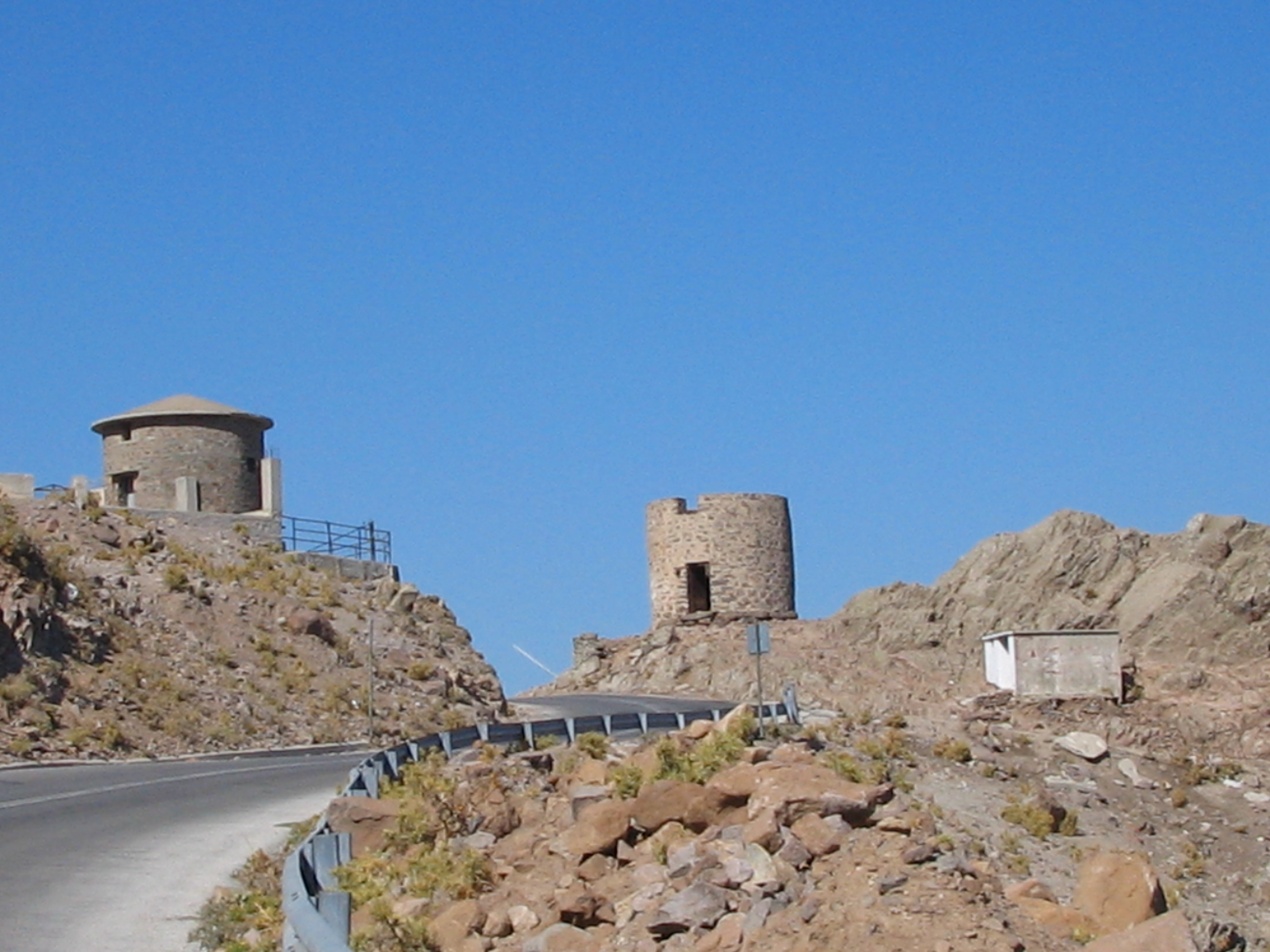
Windmühlen bei Agra
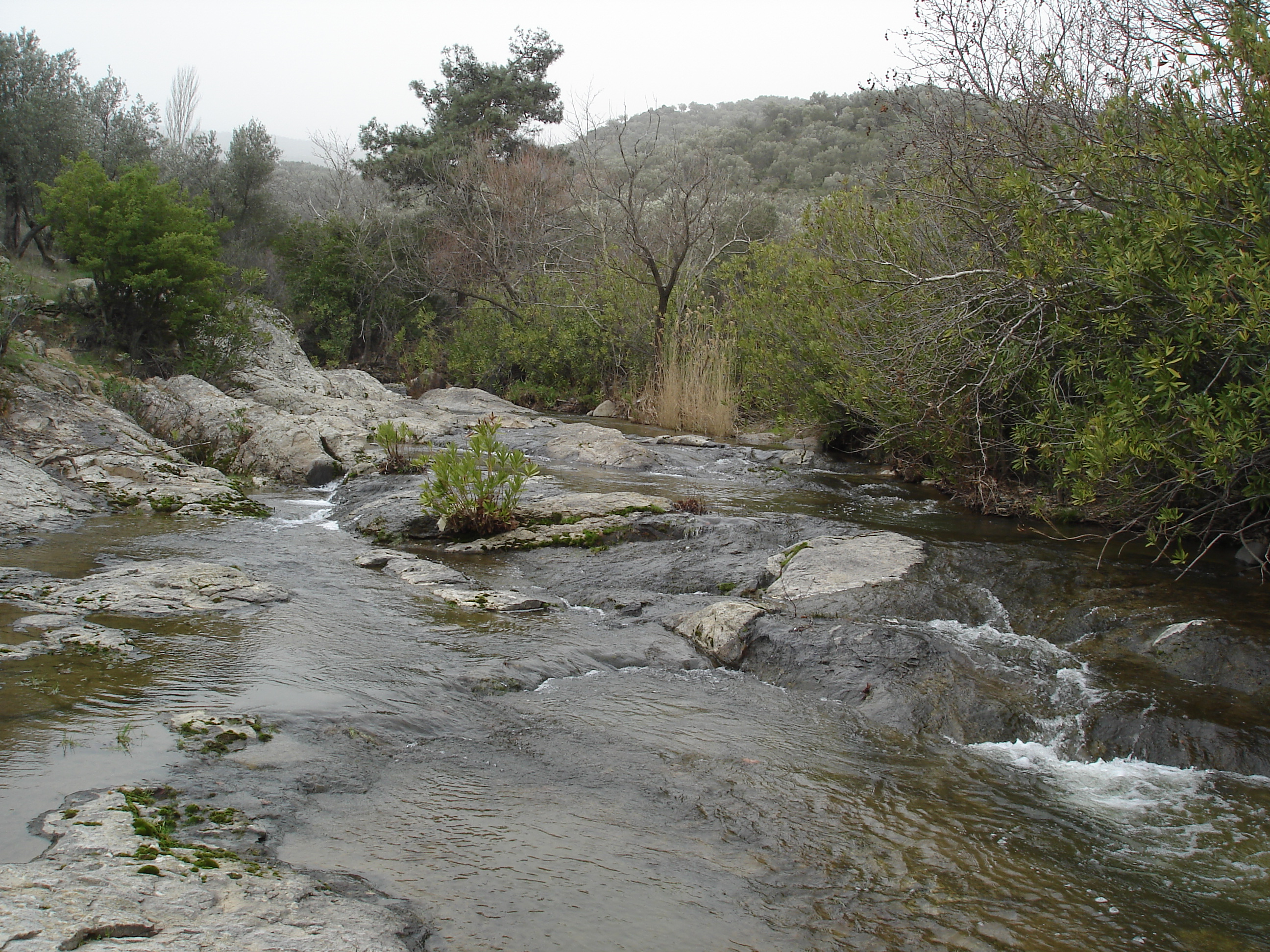
Potamia, Bach bei Skala Kallonis
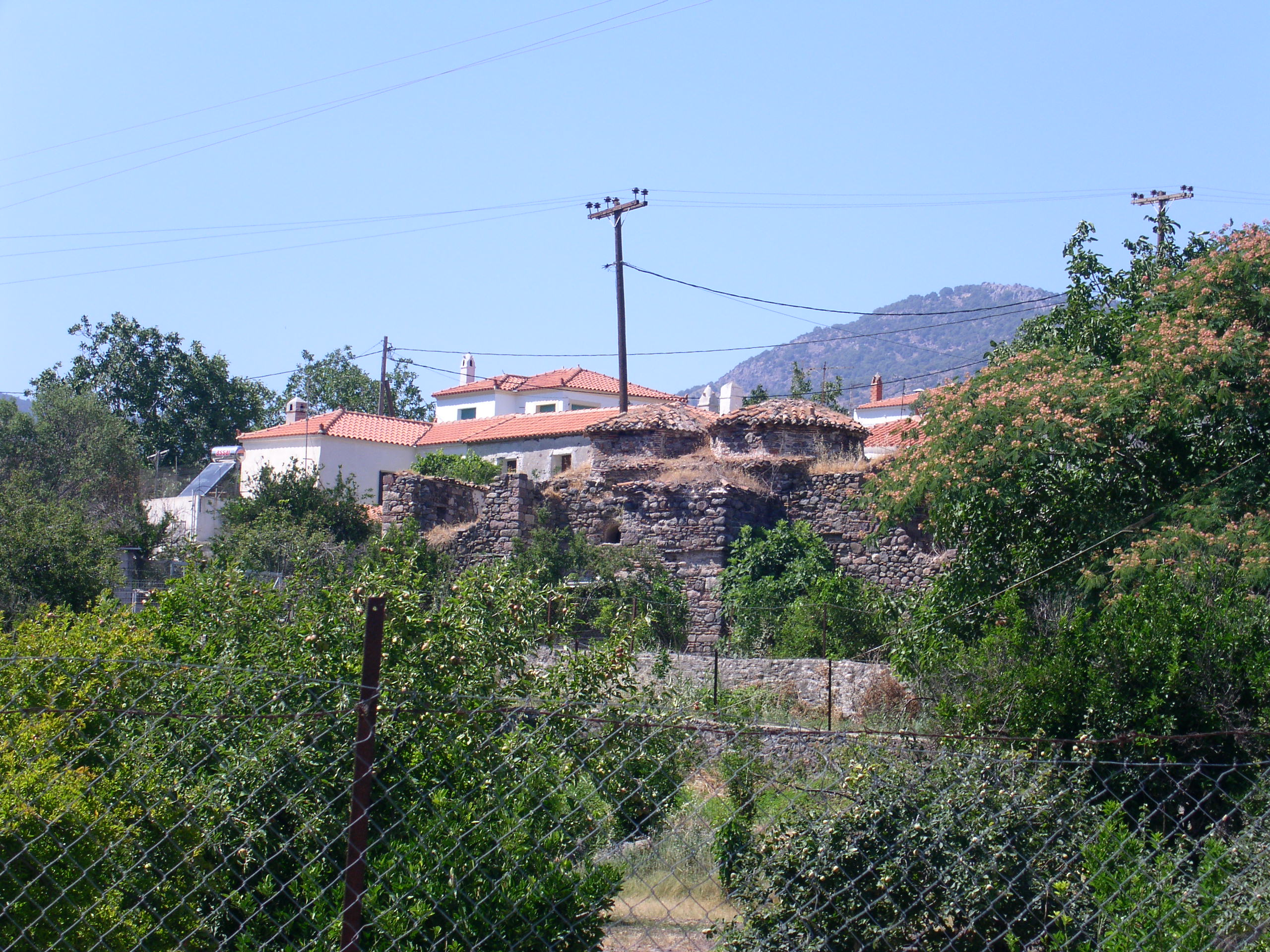
Türkisches Badehaus
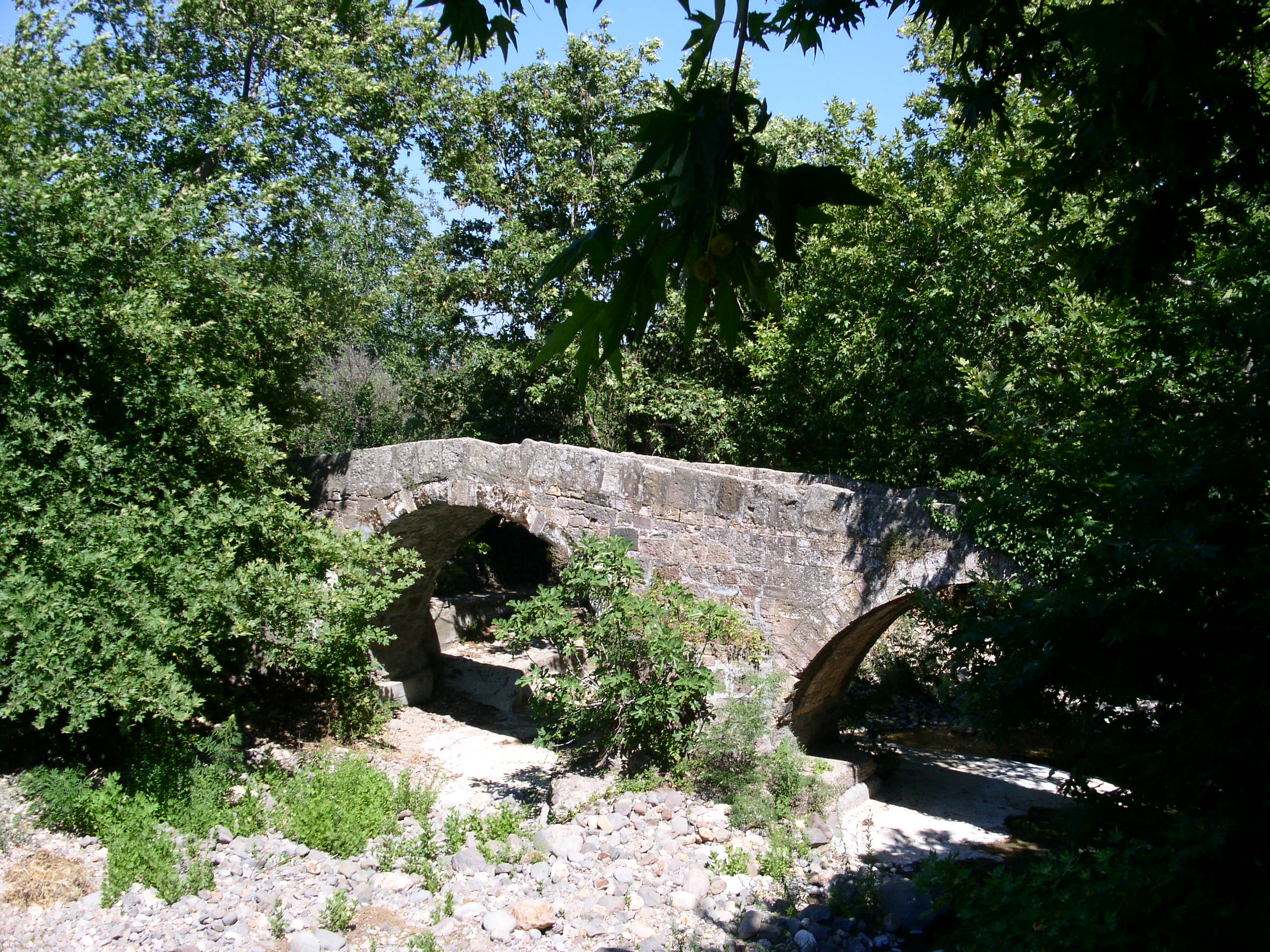
Reste einer alten Brücke
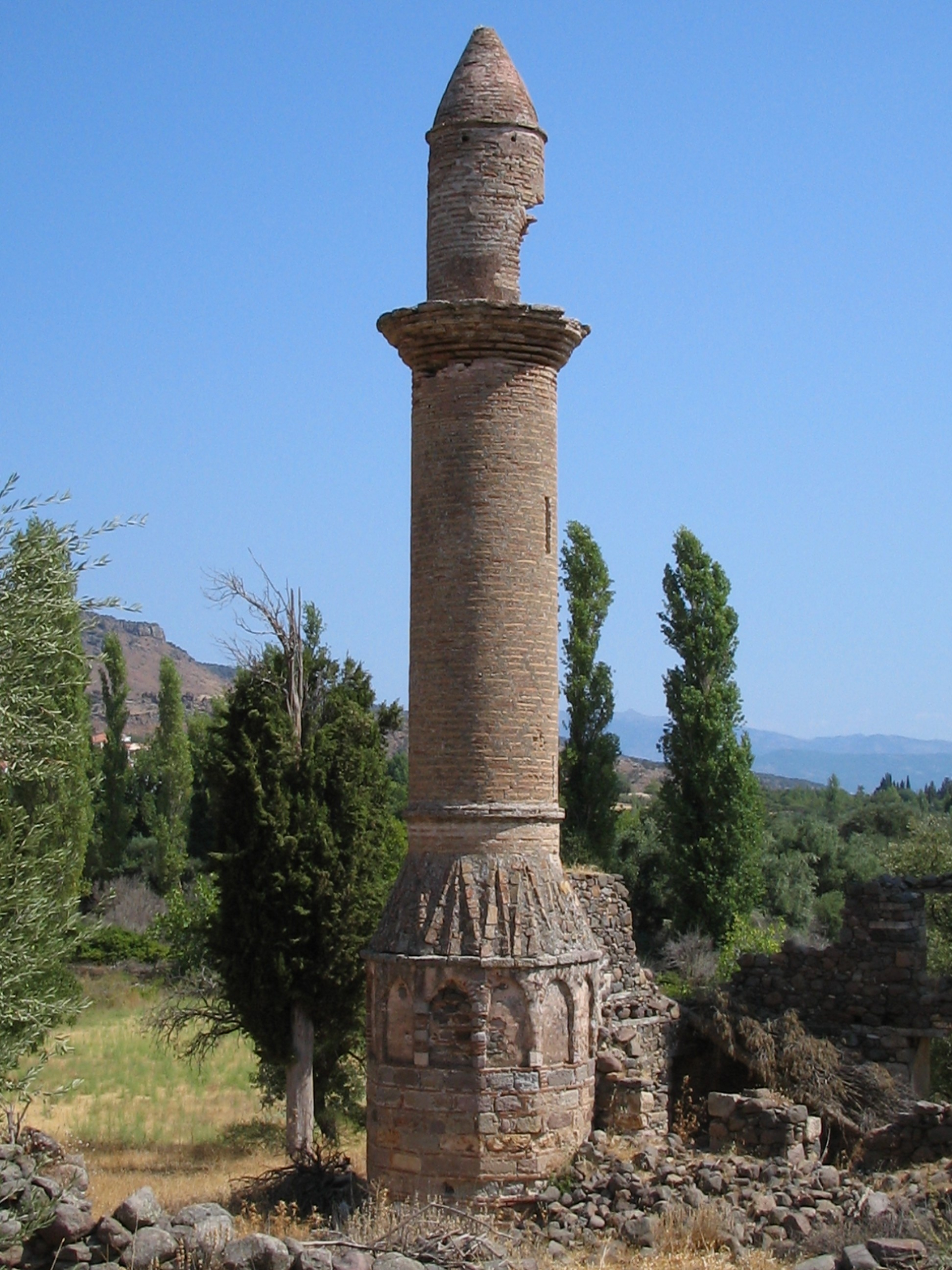
Minarett
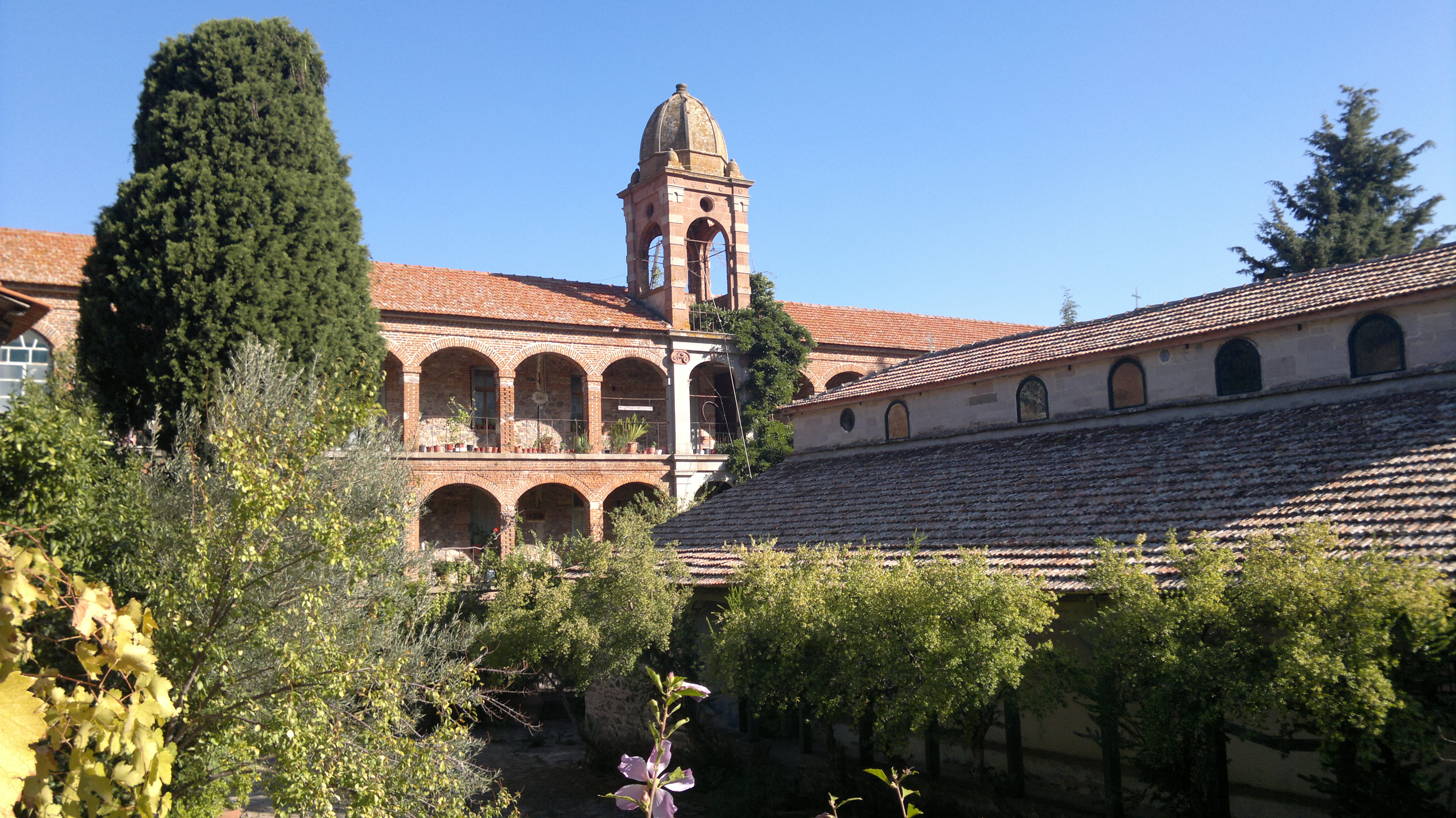
Kloster Limonos

## Salinen
Südöstlich von Kalloni befinden sich Salinen, die heute noch der Salzgewinnung aus Meerwasser durch Eindunstung dienen. Die 10 bis 12 Meter hohen weißen Salzberge sind rund um die Bucht weithin sichtbar. Die äußeren Salinen sind reich an exotischen Vögel wie Flamingos, weiße Reiher, Schwarzstörche. Auf dem Weg dorthin befindet sich ein Vogelbeobachtungsturm für die Öffentlichkeit.

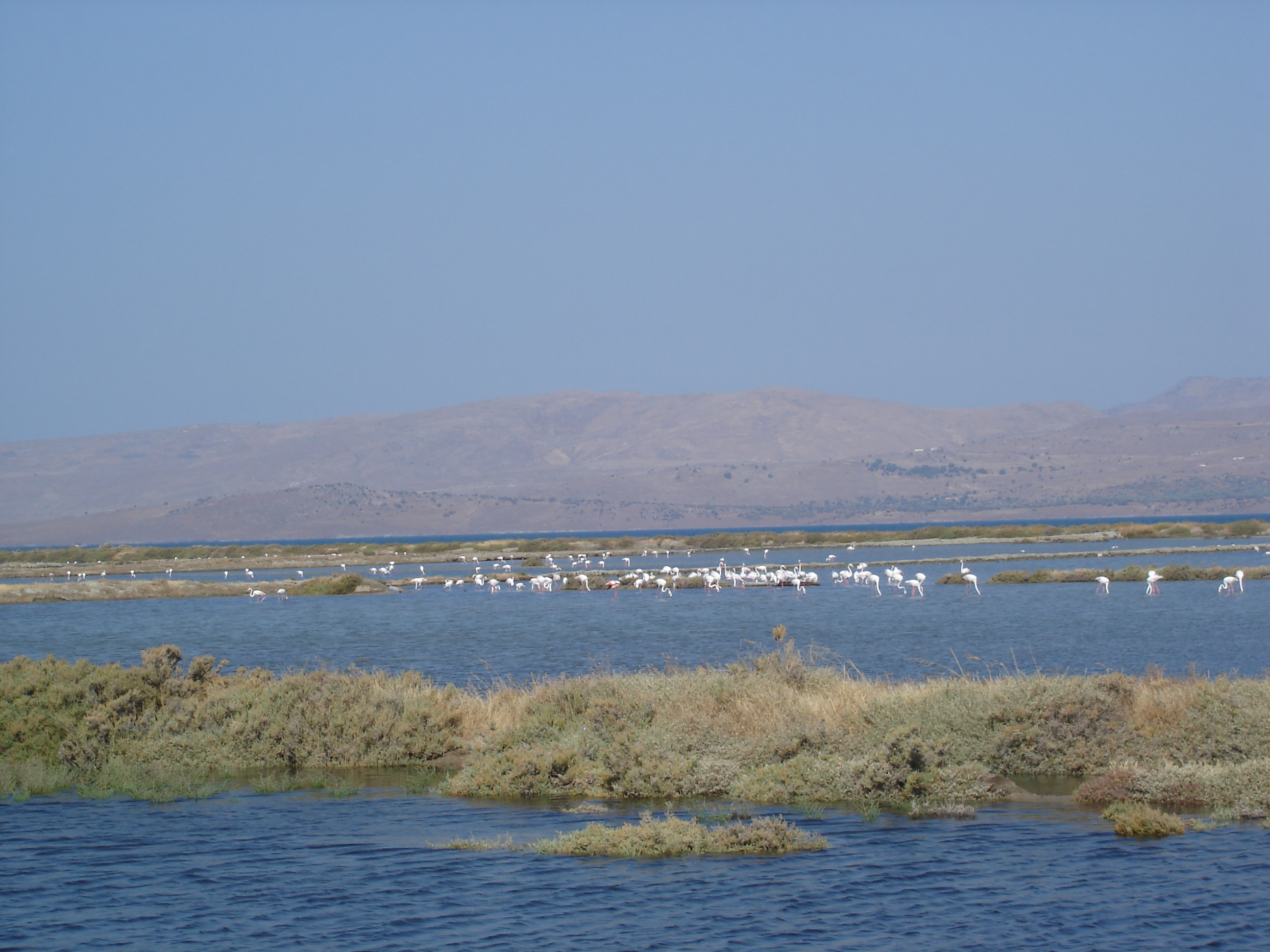
Flamingos auf der Salzlagune
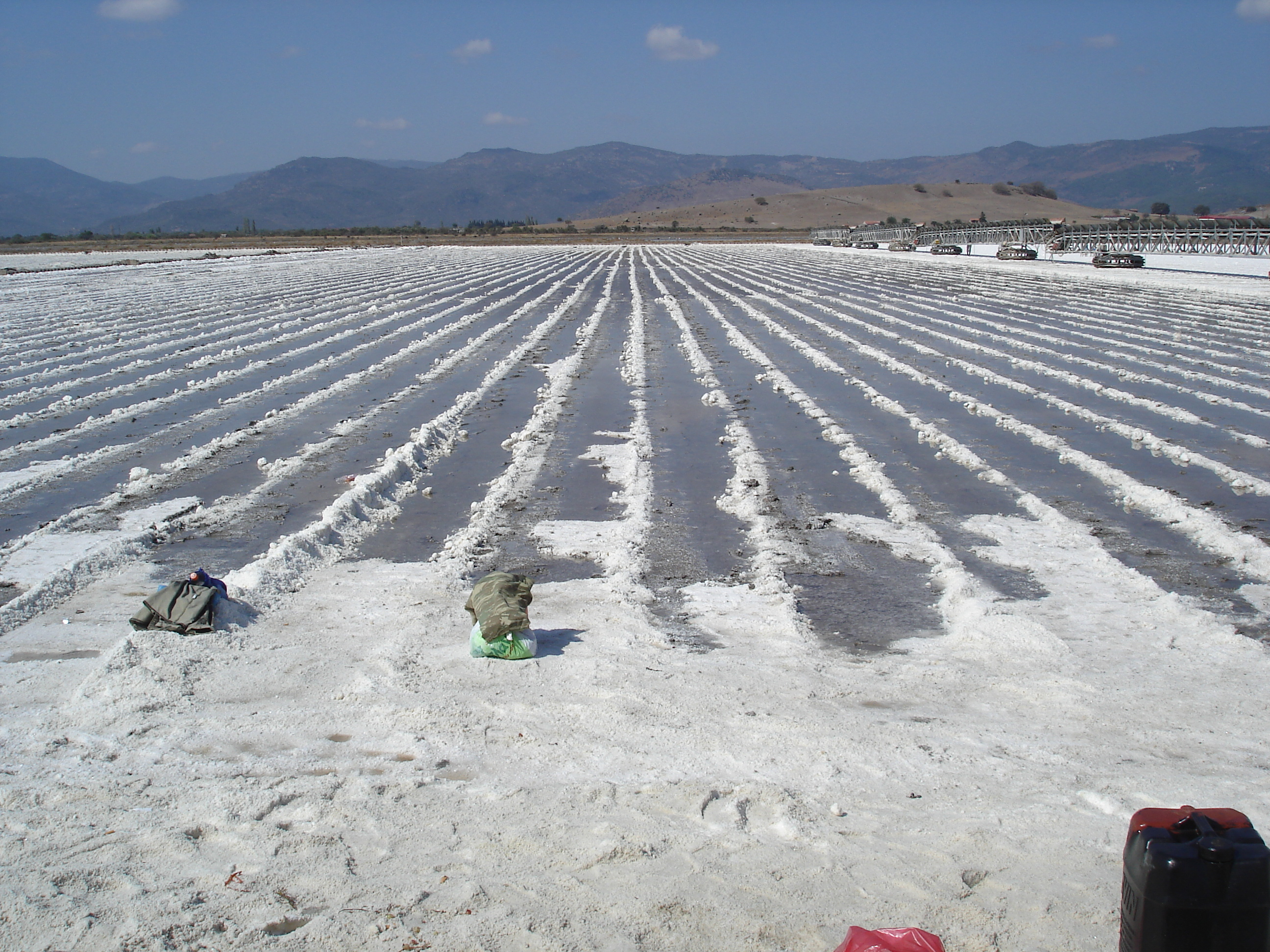
Reste nach der Aufnahme des Salzes
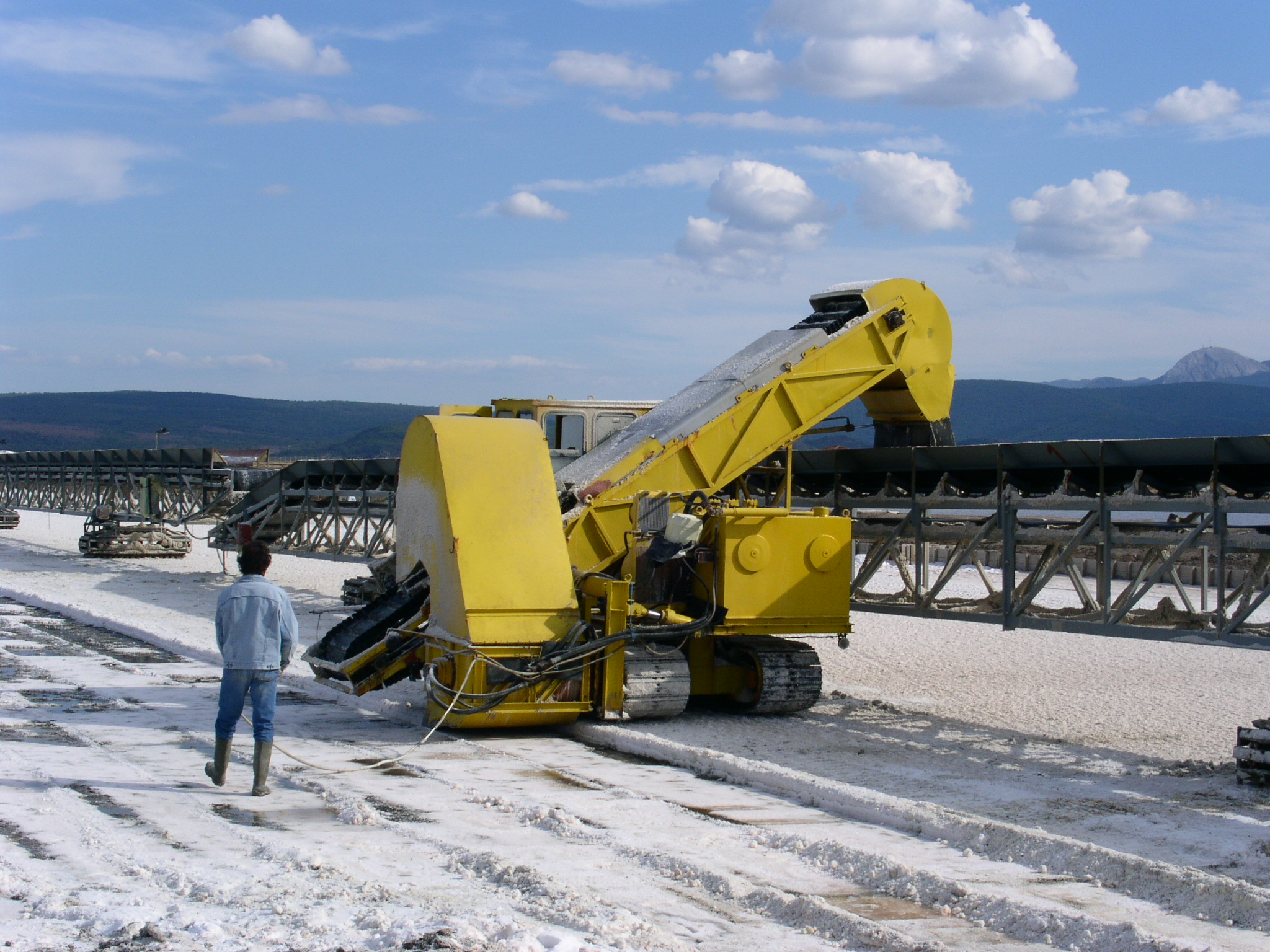
Aufsaugen des Salzes
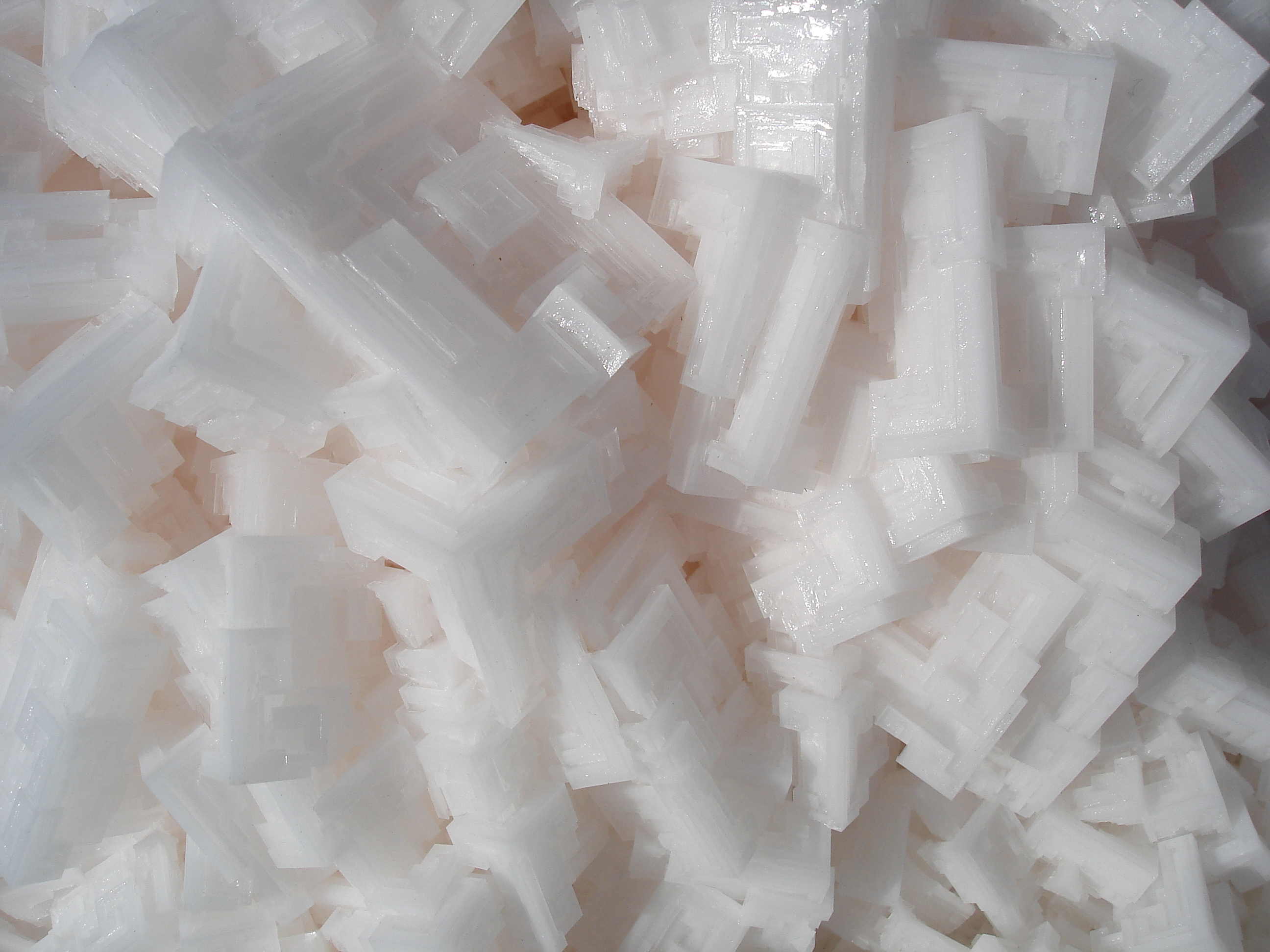
Ein Salzkristall

## Verkehr
Kalloni ist über die Straße Ethniki Odos 36 mit Mytilini verbunden. Die Entfernung beträgt etwa 39 km.

## Sport
Der AEL Kallonis (griechisch Athlitiki Enosi Lekanopediou Kallonis Αθλητική Ένωση Λεκανοπεδίου Καλλονής) spielte für drei Jahre, von 2013 bis 2016 als erster Fußballverein aus Lesbos in der Super League, der ersten griechischen Liga. 2017 wurde der Verein aufgrund finanzieller Probleme aufgelöst.

## Medien
In Kalloni Lesvos gibt es zwei Radiosender:
| Frequenz  | Name            | Gründungsjahr |
| --------- | --------------- | ------------- |
| 96,8 MHz  | Minore Kallonis | 1985          |
| 107,7 MHz | Radio Kalloni   | 1996          |